# Дорощук, Олег Евгеньевич
Олег Евгеньевич Дорощук (укр. Олег Євгенович Дорощук; род. 4 июля 2001, Кировоград) — украинский легкоатлет (прыгун в высоту). Участник Олимпийских игр 2024 года. Бронзовый призёр чемпионата Европы 2024 года, чемпион Европы в помещении 2025 года. Мастер спорта Украины международного класса.

## Биография
Родился в Кировограде. Занимался в СДЮСШОР № 2 у тренера Геннадия Здитовецкого.
В июне 2018 года взял серебряную медаль на юношеском чемпионате Балкан, прыгнув на 2 метра 8 сантиметров. В следующем месяце взял серебро уже на юношеском чемпионате Европы в Дьёре. Результат в 2,14 метра позволил ему взять бронзу юношеских Олимпийских игр 2018 года в Буэнос-Айресе.
Вторая поездка на чемпионат Европы среди юношей состоялась в 2019 году, который на этот раз прошёл в Буросе, и вновь принёс украинцу серебро. По итогам 2019 года был признан лучшим спортсменом среди юношей в Кировоградской области.
На чемпионате Украины 2020 года во Львове взял бронзу. Впоследствии на украинском летнем первенстве имел следующие результаты: 2021 — бронза, 2022 — золото, 2023 — бронза, 2024 — золото.
Дебют на международных соревнованиях среди взрослых состоялся в 2021 году в рамках чемпионата Европы в помещении в Торуни, где Дорощук не смог выйти в финал. На молодёжном чемпионате Европы 2021 года в Таллине показал пятый результат в финале.
В 2022 году участвовал в чемпионате мира в Юджине (15 место в квалификации) и чемпионате Европы в Мюнхене (4 место в финале).
На молодёжном чемпионате Европы 2023 года в Эспоо разделил второе место с другим представителем Украины — Романом Петруком. Участвовал в финале будапештского чемпионата мира 2023 года, где Дорощук финишировал на 13-й позиции.
На турнире в Банской Быстрице в феврале 2024 года прыгнул на 2 метра 30 сантиметров, завоевав при этом бронзовую медаль. Четвёртым Дорощук стал в Глазго, где проводился чемпионат мира 2024 года в помещении. На чемпионате Европы 2024 года в Риме украинец стал третьим с результатом 2,26 метра.
Благодаря позиции в мировом рейтинге получил путёвку на Олимпийские игры 2024 года в Париже. Не сумев взять высоту в 2,34 метра на Олимпийских играх, занял 6 место, обновив на соревнованиях свой личный рекорд (2,31 метра). На этапах Бриллиантовой лиги 2024 года завоёвывал бронзовые награды в Хожуве (Польша) и Риме (Италия).
В марте 2025 года на чемпионате Европы по легкой атлетике в помещении в нидерландском Апелдорне, завоевал золотую медаль с лучшим результатом сезона в мире и личным рекордом 2,34 м, став первым в истории украинским прыгуном в высоту, выигравшим чемпионат Европы в помещении.

## Результаты
| Год  | Соревнование                    | Город        | Место    | Результат |
| ---- | ------------------------------- | ------------ | -------- | --------- |
| 2018 | Чемпионат Европы среди юношей   | Дьёр         | 2        | 2,13 м    |
| 2018 | Юношеские Олимпийские игры      | Буэнос-Айрес | 3        | 2,14 м    |
| 2019 | Чемпионат Европы среди юниоров  | Бурос        | 2        | 2.14 м    |
| 2021 | Чемпионат Европы в помещении    | Торунь       | 9 (кв.)  | 2,16 м    |
| 2021 | Чемпионат Европы среди молодёжи | Таллин       | 5        | 2,14 м    |
| 2022 | Чемпионат мира                  | Юджин        | 15 (кв.) | 2,25 м    |
| 2022 | Чемпионат Европы                | Мюнхен       | 4        | 2,23 м    |
| 2023 | Чемпионат Европы среди молодёжи | Эспоо        | 2        | 2,19 м    |
| 2023 | Чемпионат мира                  | Будапешт     | 13       | 2,20 м    |
| 2024 | Чемпионат мира в помещении      | Глазго       | 4        | 2,24 м    |
| 2024 | Чемпионат Европы                | Рим          | 3        | 2,26 м    |
| 2024 | Олимпийские игры                | Париж        | 6        | 2,31 м    |